# Кайнарбулак (Байдибекский район)
Кайнарбулак (каз. Қайнарбұлақ) — село в Байдибекском районе Туркестанской области Казахстана. Входит в состав Мынбулакского сельского округа. Код КАТО — 513659400.

## Население
В 1999 году население села составляло 857 человек (442 мужчины и 415 женщин). По данным переписи 2009 года, в селе проживало 956 человек (491 мужчина и 465 женщин).